# Jurij Andreevič Željabužskij
Jurij Andreevič Željabužskij (Tbilisi, 12 dicembre 1888 – Mosca, 24 ottobre 1955) è stato un regista cinematografico russo.

## Filmografia (parziale)

### Regista
- Domovoj-agitator (1920)
- Prosperiti (1933)[1]